# Axayacatl
Axayacatl [aʃa'jakatɬ] (ok. 1449 – 1481) – władca Tenochtitlánu, szósty tlatoani (władca) Azteków (Méxicas) (1469 – 1481).
Axayacatl był synem Tezozomoca (syna Itzcoatla) i Huitzi-lxochtzin, córki Montezumy I, brat Tizoca i Ahuitzotla, ojciec Montezumy II i Cuitláhuaca.
Jego imię w języku nahuatl znaczy Wodna Twarz
Axayacatl rozpoczął panowanie tradycyjnie – od wyprawy przeciwko buntującym się mieszkańcom Cocaxtli. Później, w 1473 r. prowadził walki na bliższym terenie, a konkretnie w Tlatelolco.
Tlatelolco, bliźniacze miasto Tenochtitlán, stało się wielkim ośrodkiem handlowym i siedzibą kupców, którzy utorowali dla imperium szlaki przecinające cały ówczesny Meksyk. Jednakże w 1473 r. doszło już do współzawodnictwa między tymi miastami a zarzewiem konfliktu stały się waśnie w rodzinie królewskiej. Władca Tlatelolco, Moquihuix, źle potraktował żonę, która była siostrą Axayacatla i zaczął się zabawiać z kochankami. Oburzony Axayacatl oznajmił swoje zamiary wojenne, przesyłając szwagrowi zgodnie z rytuałem pióra oraz miecz i tarczę. W odpowiedzi Moquihuix wyruszył z wyprawą zbrojną na Tenochtitlán. Zmuszono go szybko do odwrotu, ścigając aż do Tlatelolco, gdzie jego wojsko zostało pokonane, a on sam stracił życie zrzucony ze szczytu piramidy.

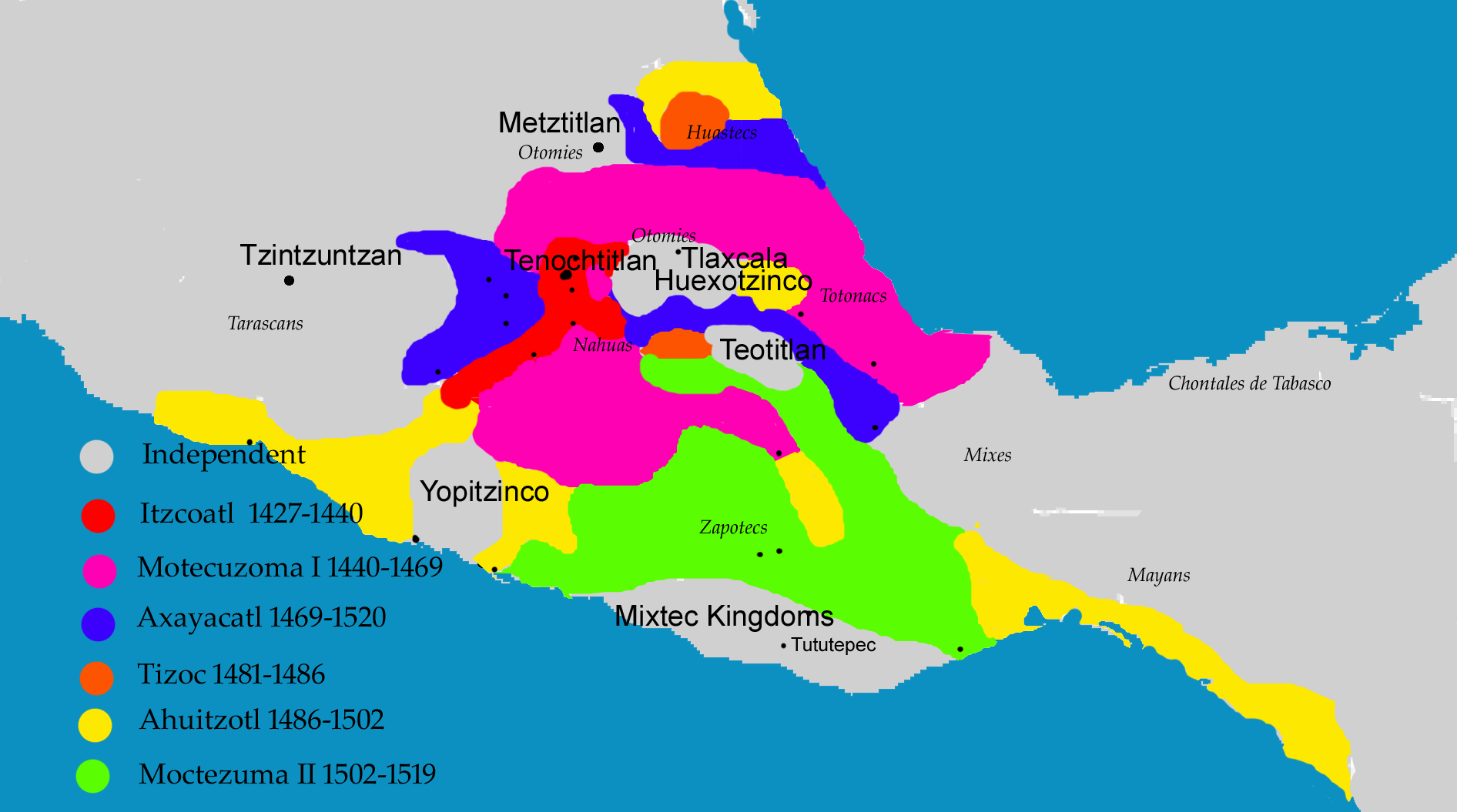
Podboje Azteków

Obroniwszy honor, Axayacatl zarządził koniec walk. Tenochtitlán wyszedł z tej błyskawicznej i bezpardonowo rozegranej wojnie domowej silniejszy niż kiedykolwiek.
Tlatelolco zostało splądrowane i nigdy już nie odzyskało niezależności. Jego mieszkańców Axayacatl traktował jak pokonanego wroga. Zażądał danin, niewolników na ofiary, przekazania mu terenów, a także co było najboleśniejsze, aby się wyrzekli swojej świątyni boga Huitzilopochtli. W mieście wprowadzono rządy przedstawiciela wojskowego z Tenochtitlánu.
W roku 1474 Axayacatl wykorzystał umiejętnie spór o daniny między władcami miast Toluca i Tenancingo, w którym miał być rozjemcą i podporządkował je oba Tenochtitlánowi. Był to ważny krok, zważywszy jego następstwa. Nowe terytoria azteckie zapewniały ochronę przed zagrożeniem ze strony Tarasków, których ziemie leżały za Tolucą. Powrót Axayacatla do Tenochtitlánu uczczono w sposób, który można porównać do triumfalnych wjazdów zwycięzców w starożytnym Rzymie. Przywieziono też jeńców, aby zgodnie ze zwyczajem złożyć ofiarę z ludzi.
Przed bardziej bezpośrednim starciem z Taraskami, Axayacatl w 1478 r. zakończył, rozpoczęty przez Montezumę I, podbój Huasteków aż po Tuxpan nad Zatoką Meksykańską.

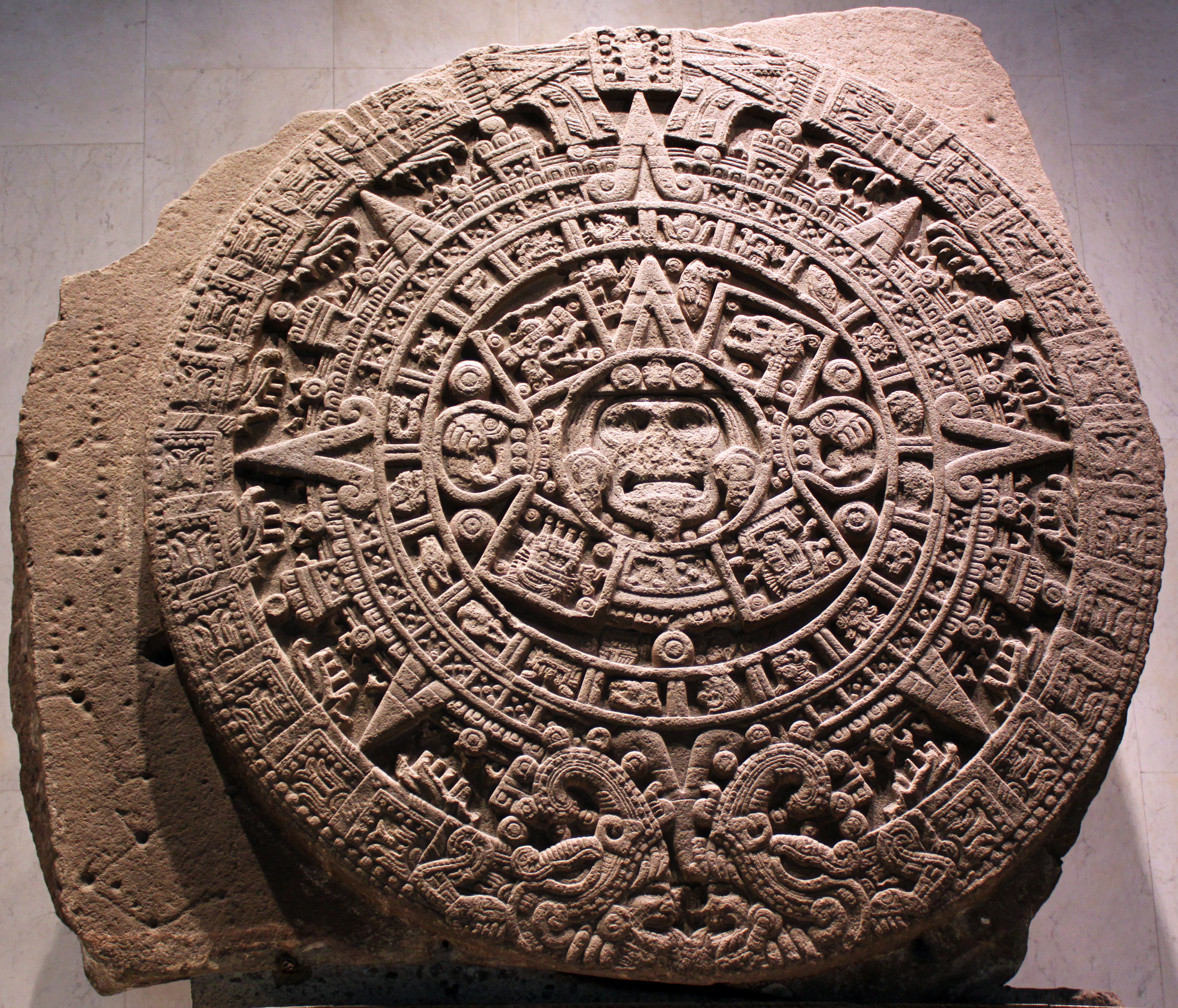
Monolit z Kamienia Słońca, również o nazwie kalendarz Azteków (Narodowe Muzeum Antropologii i Historii, Meksyk)

Taraskowie stanowili potężną siłę militarną, posiadającą własne niemałe imperium. Był to jeden z niewielu ludów Meksyku mający przewagę liczebną nad Aztekami. Na wiadomość o przygotowaniach Axayacatla do wojny, pewność siebie wyrazili w uszczypliwej nocie do tlatoani. Axayacatl obawiając się Tarasków chciał ustąpić, ale jego dowódcy byli nieugięci. Kampania aztecka zakończyła się klęską, a wojska azteckie zmuszone do odwrotu przez silniejszego, walczącego na własnym terenie przeciwnika, wróciły w niesławie do Tenochtitlánu. Klęski tej nie zdołano już nigdy odwrócić i nawet w okresie, kiedy przybyli tam Hiszpanie, Taraskowie wciąż jeszcze stanowili zagrożenie na obrzeżach imperium azteckiego.
Trzy lata później, w 1481 r. Axayacatl zmarł. Kolejnym tlatoani został jego starszy brat Tizoc.
Za czasów panowania Axayacatla powstał w Tenochtitlánie tzw. Kamień Słońca (Piedra del Sol), olbrzymi blok skalny z wykutym kalendarzem azteckim. Kamień Słońca był konsekrowany w 1479 r. Kamień ten posiadający kształt walca, o średnicy ok. 3,6 m., grubości 1,22 m. i wadze 24 ton, został odkopany 17 grudnia 1790 r. w Meksyku. Skalny monolit prezentowany jest od 1963 r. w Muzeum Narodowym Antropologii i Historii w parku Chapultepec.

## Genealogia
| 4. Acamapichtli Tlatoani Tenochtitlánu w l. 1376 – 1395                  |  |                                |  |  |              |
|                                                                          |  | 2. Tezozomoc                   |  |  |              |
| 5. Matlalxochtzin                                                        |  |                                |  |  |              |
|                                                                          |  |                                |  |  | 1. Axayacatl |
| 6. Montezuma I (ok. 1398 – 1469) Tlatoani Tenochtitlánu w l. 1440 – 1469 |  |                                |  |  |              |
|                                                                          |  | 3. Atotoztli (Huitzilxochtzin) |  |  |              |
| 7. Chichimecacihuatzin                                                   |  |                                |  |  |              |
|                                                                          |  |                                |  |  |              |